# Droptank

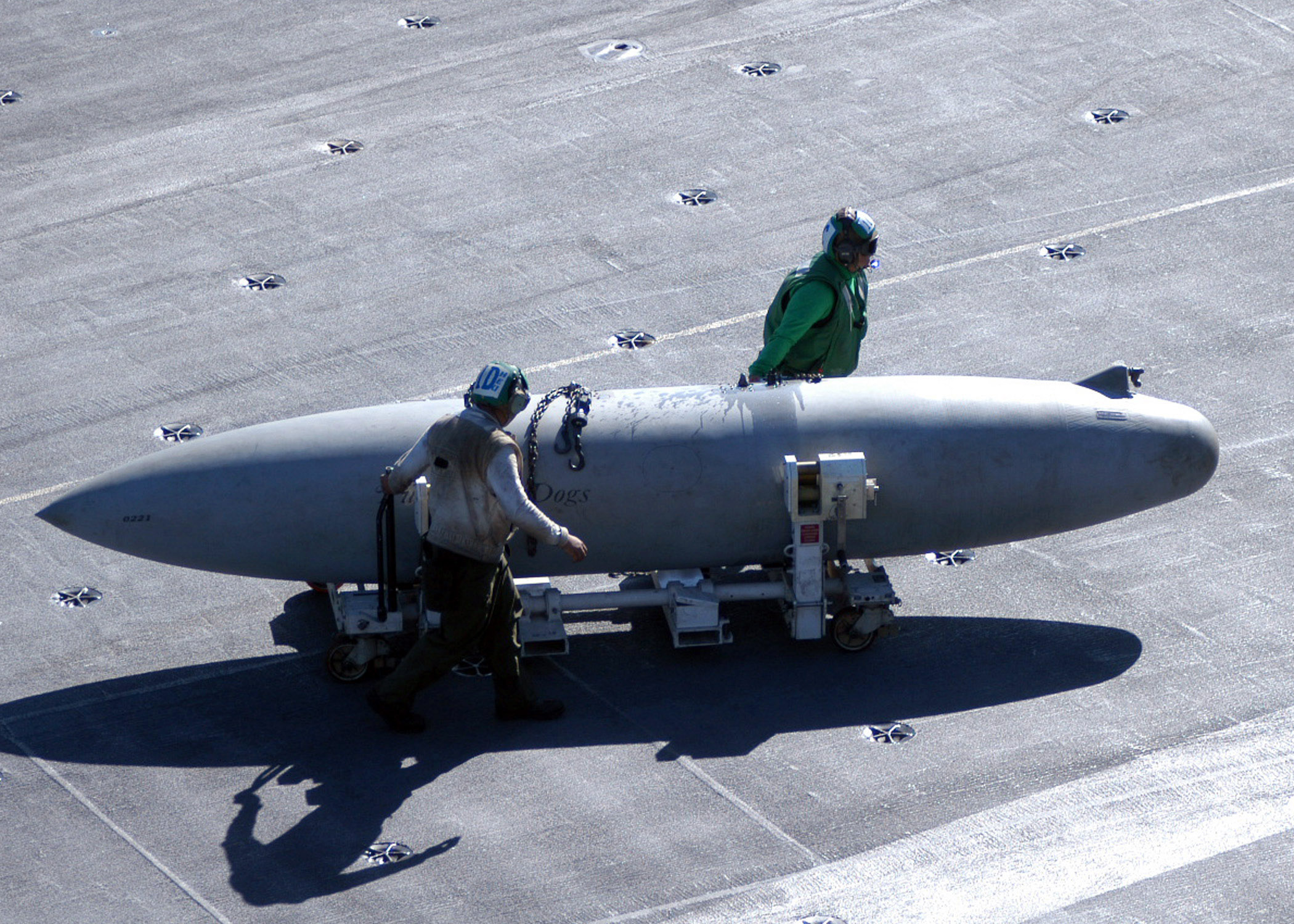
Afwerpbare tank (inhoud 1200 liter)

Een droptank is een extra, afwerpbare brandstoftank en wordt in de luchtvaart gebruikt om het bereik van het desbetreffende toestel te vergroten. Het gebruik hiervan kent twee nadelen. Ten eerste wordt de luchtweerstand aanzienlijk vergroot, hetgeen resulteert in een hoger brandstofverbruik. Tevens neemt dit type tank een ophangpunt (een zogenaamd hard point) van het toestel in beslag, waardoor dit minder nuttige lading kan vervoeren.

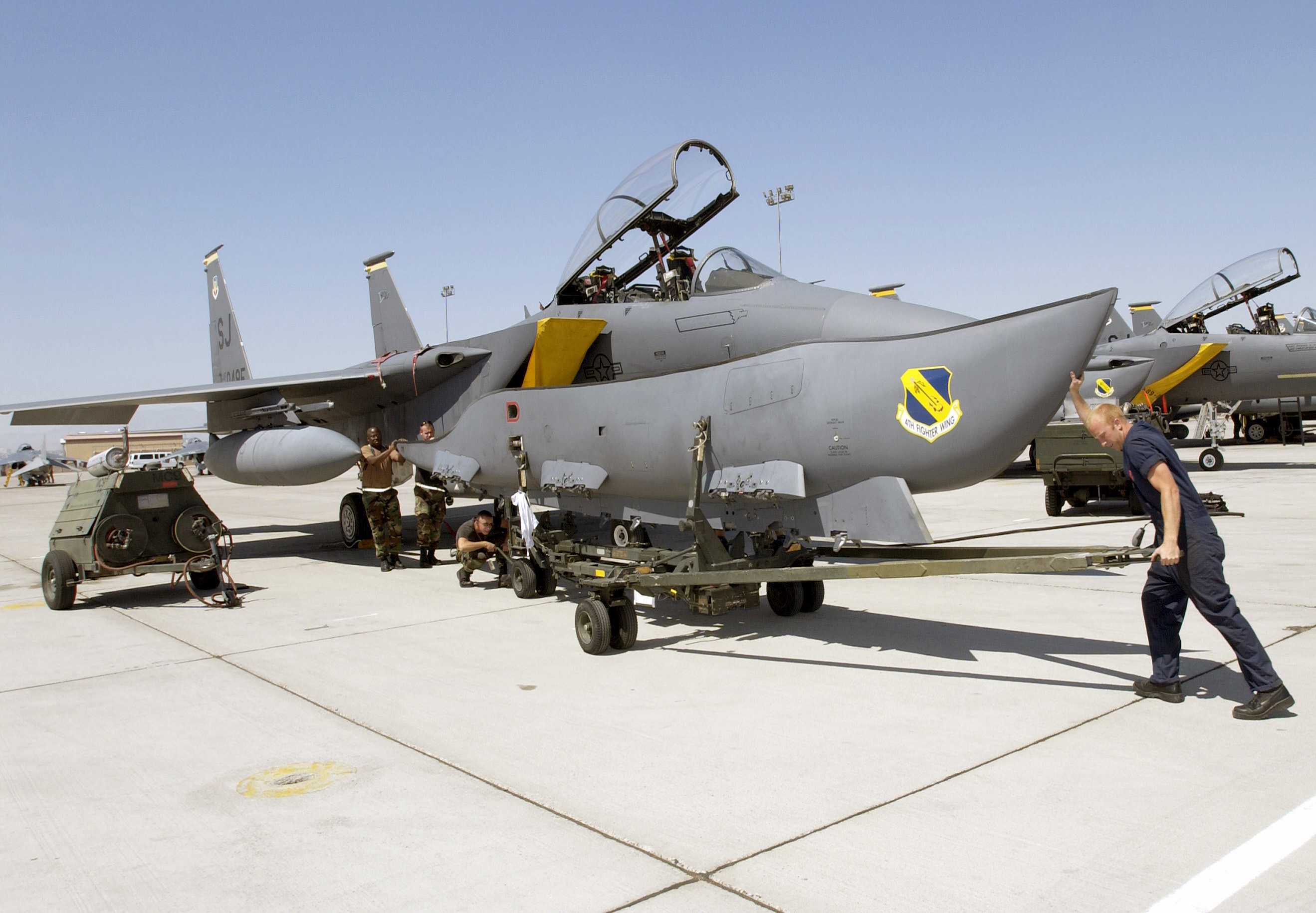
Montage van CFT aan een F-15

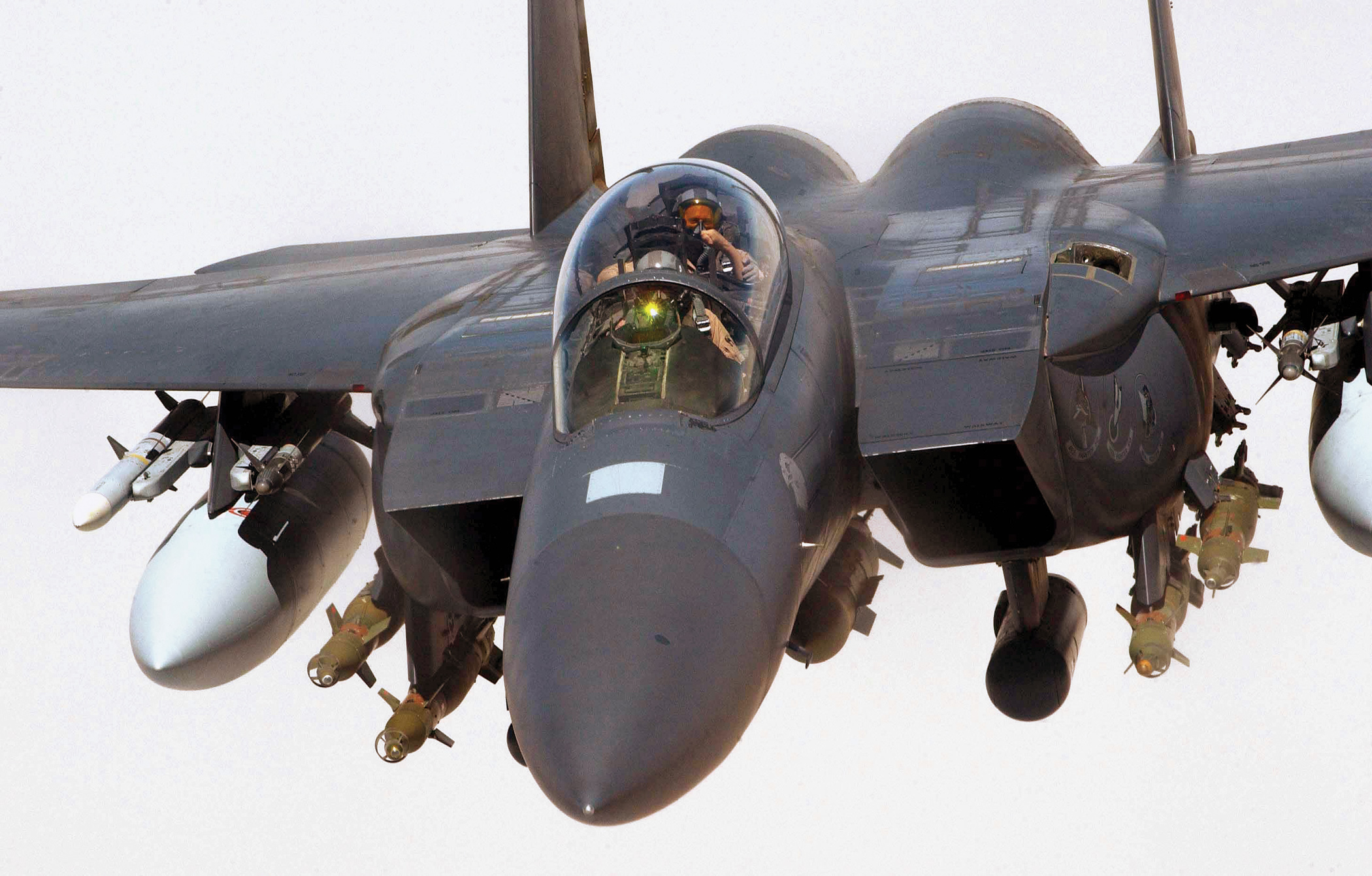
F-15 met CFT naast de luchtinlaat

Om laatstgenoemd probleem te ondervangen, zijn voor sommige vliegtuigen de Conformal Fuel Tanks ontwikkeld. Deze zijn speciaal aangepast aan dat type vliegtuig. Ze nemen geen ophangpunten in beslag en de extra luchtweerstand is veel geringer. Nadeel van dit type tank is, dat men deze soms alleen kan verwijderen indien het toestel aan de grond staat (niet afwerpbaar).